# Ji Jianhua

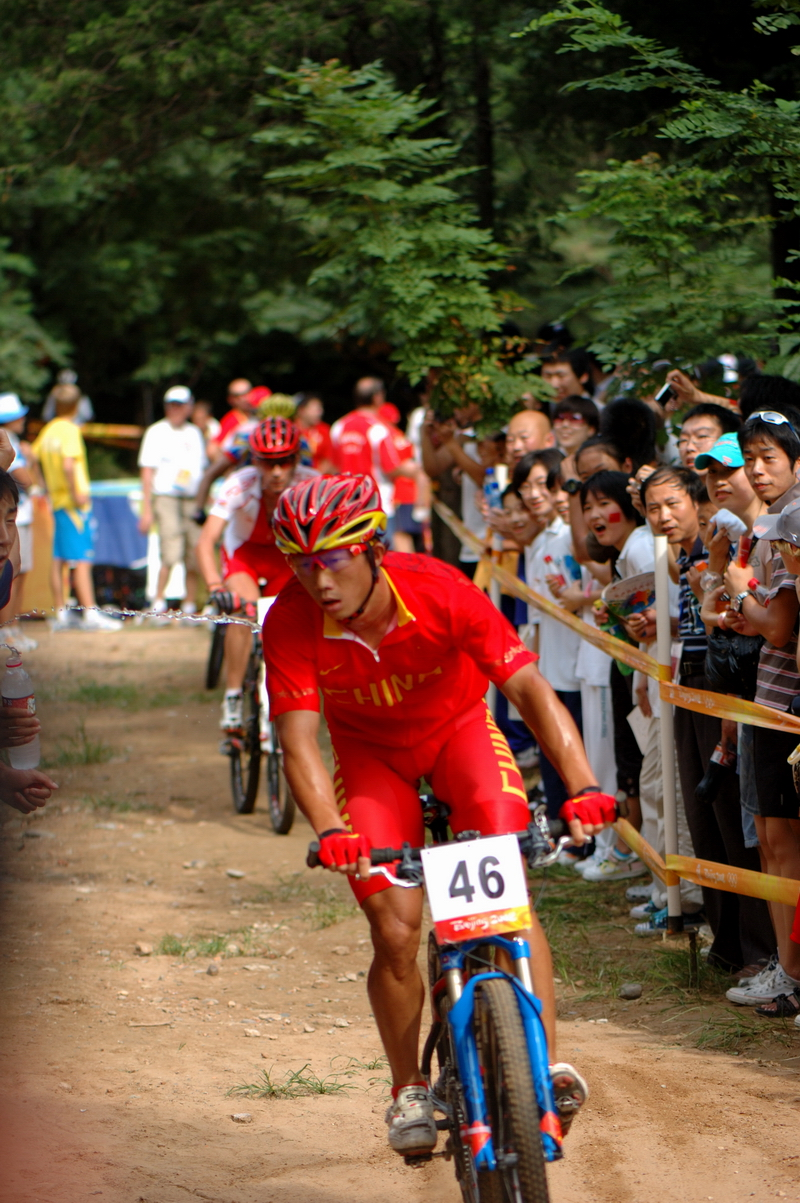
Ji Jianhua (2008)

Ji Jianhua (* 29. Januar 1982 in Xinjiang) ist ein chinesischer Mountainbike- und Straßenradrennfahrer.
Ji Jianhua wurde 2004 chinesischer Meister im Cross Country. Im Jahr darauf belegte er bei der nationalen Meisterschaft den dritten Platz. In der Saison 2007 wurde er erneut chinesischer Meister im Cross Country und gewann das Querfeldeinrennen bei den asiatischen Radsportmeisterschaften. Ab 2008 fuhr Jianhua für das niederländisch-japanische Professional Continental Team Skil-Shimano. Bei den Olympischen Sommerspielen 2008 in Peking belegte er Platz 22 beim Mountainbike-Wettbewerb.

## Erfolge
2004
- Chinesische Meisterin Chinesischer Meister – Cross Country